# Cycnium veronicifolium
Cycnium veronicifolium är en snyltrotsväxtart som beskrevs av Adolf Engler. Cycnium veronicifolium ingår i släktet Cycnium och familjen snyltrotsväxter. Inga underarter finns listade i Catalogue of Life.